# N-Train
N-Train (em coreano:  엔트레인) é uma boy band da Coreia do Sul, formada pela MediaLine Entertainment. O grupo consiste de cinco membros: Jung JungKyun, Jung SeungHyun, Lee JongMin, Song YooJin and Kim SangWoo.

## História
Antes da estreia, os membros do N-Train treinaram em sua agência por três anos. Querendo mudar a imagem de grupos ídolos que gravam músicas de dança, a MediaLine direcionou a sua atenção para a gravação de música R&B e mais orientada para o gênero Soul.
O N-Train estreou com a balada "울면서 울어 (One Last Cry)", no dia 27 de Maio de 2011.
No dia 28 de Janeiro de 2012, o N-Train fará seu primeiro showcase no Japão.
Em 26 de Maio de 2013, N-Train lançou seu primeiro mini-album intitulado ''ENTRAIN'', onde promoverão a faixa 내게 돌아와타이틀 (Come Back To me).
No dia 15 de Abril de 2014 YooJin engressou no serviço militar. Sua saída do exercito será em Janeiro de 2016.

## Integrantes
- Jung Jung Kyun (정정균), nascido no dia 27 de Novembro de 1987, é vocalista e líder do grupo.[8]
- Jung Seung Hyun (정승현), nascido no dia 14 de Junho de 1987, é vocalista do grupo.[9]
- Lee Jong Min (이종민), nascido no dia 25 de Outubro de 1988, mais conhecido por seu nome artístico Soul J (소울 제이), é um dos vocalistas principais do grupo.[10]
- Song Yoo Jin (송유진), nascido no dia 22 de Fevereiro de 1992, é vocalista do grupo.[11]
- Kim Sang Woo (김상우), também nascido no dia 22 de Fevereiro de 1992, é um dos vocalistas principais do grupo.[12]

## Discografia

### Singles
| Informações | Faixas |
| --- | --- |
| "울면서 울어 (One Last Cry)" - Lançamento: 27 de Maio de 2011 - Formato: Download Digital - Gravadora: MediaLine Entertainment | Faixas 1. "울면서 울어 (One Last Cry)" 2. "울면서 울어 (One Last Cry) (Guitar Ver.)" 3. "울면서 울어 (One Last Cry) (Inst.)" 4. "울면서 울어 (One Last Cry) (Guitar Ver.) (Inst.)" |
| - Lançamento: 12 Julho de 2011 - Formato: Download Digital - Gravadora: MediaLine Entertainment                                | 1. "One Last Cry" 2. "One Last Cry (Inst.)" |
| "eNtrain" - Lançamento: April 26, 2013 - Formato: Download Digital - Gravadora: MediaLine Entertainment                        | 1. "내게 돌아와" 2. "I'll Forget You" 3. "그녀가 좋아" 4. "Do It" 5. "울면서 울어" 6. "울면서 울어 (Acoustic Guitar Ver.)"                                                         |